# Bruno, l'enfant du dimanche
Pour plus de détails, voir Fiche technique et Distribution.
Bruno, l'enfant du dimanche est un film franco-belge réalisé en 1968 par Louis Grospierre, sorti en 1969.

## Fiche technique
- Titre : Bruno, l'enfant du dimanche
- Réalisation : Louis Grospierre, assisté de Jean Delire
- Scénario et dialogues : Louis Grospierre et Alain Quercy
- Images : Quinto Albicocco
- Son : Séverin Frankiel
- Musique : Jean-Pierre Bourtayre
- Montage : Leonide Azar
- Production : ProGéfi - Studios Arthur Mathonet - Ciné Vog Films
- Directeur de production: Louis-Émile Galey
- Durée : 80 minutes
- Date de sortie : 6 juin 1969

## Distribution
- Roger Hanin : Michel Fauvel
- Christian Mesnier : Bruno Fauvel
- Marika Green : Denise
- Francine Bergé : La femme de chambre de l'hôtel
- Lyne Chardonnet : Valérie Moctance
- Mary Marquet : Mme Fauvel mère
- Pascale Roberts : Simone
- Lena Skerla : Nicole
- Pierre Doris : chef publicité
- Roger Dumas : Jean-Claude
- Monique Dellanoy : Mme Allard
- Jacques Lippe : M. Moctance
- Robert Le Béal : Charles
- Marie-Sygne Ledoux : Béatrice Moctance
- Simone Durieu : Gertrude
- Anne-Marie Ferrières : Clémentine
- Lucien Charbonnier
- Édouard Caillau
- Étienne Samson
- Suzanne Gohy